# Макманус, Луиза
Луиза Макманус (англ. (Rachel) Louise McManus; до 1929 года Меткалф; англ. Rachel Louise Metcalfe; 1896, North Smithfield, Род-Айленд — 29 мая 1993, Нейтик, Массачусетс) — первая американская медсестра, получившая степень PhD (кандидата наук), деятель профессионального образования в сфере сестринского дела в Соединённых Штатах. В 2020 году кандидатура Луизы Макманус была предложена Дональдом Трампом для включения в запланированный мемориальный комплекс «Национальный сад американских героев».

## Биография
Луиза Меткалф родилась в 1896 году в городке Норт-Смитфилд в штате Род-Айленд. В 1929 она вышла замуж за вдовца по имени Джон Хью Макманус, у которого было четыре дочери и два сына от первого брака. В браке с Луизой у него родилась дочь Джоана, в результате чего количество детей достигло семи. Однако, в 1934 году её муж скончался.
Луиза Меткалф работала медсестрой. В 1921 году она получила степень PhD по сестринскому делу в Школе медсестер Массачусетской больницы общего профиля. В дальнейшем она создала Институт исследований сестринского дела в Педагогическом колледже Колумбийского университета, где позже работала преподавателем и деканом. Макманус считала себя защитником прав пациентов и разработала «Билль о правах пациентов», который был принят Объединенной комиссией по аккредитации больниц. Она также работала в Консультативном комитете Министерства обороны по делам женщин в вооруженных силах.
Луиза МакМанус умерла 29 мая 1993 года в доме престарелых в Натике, штат Массачусетс. Ей было 97 лет. У нее остались четыре дочери и 37 внуков. 
В следующем году имя Луизы Макманус было включено в Национальный зал славы женщин США.
Кроме того, в знак признания ее вклада в развитие сестринского дела Национальный совет по сестринскому делу учредил премию и медаль Луизы Макманус. Библиотека Центра медсестер при Фонде медсестер штата Нью-Йорк была названа в её честь. 
В 2020 году кандидатура Луизы Макманус была предложена Дональдом Трампом для включения в запланированный мемориальный комплекс «Национальный сад американских героев».